# Lista de prefeitos de São Francisco do Guaporé
Esta é a lista de prefeitos de São Francisco do Guaporé, estado brasileiro de Rondônia.
| Nº | Nome                           | Imagem                                           | Partido                                          | Início do mandato      | Fim do mandato                           | Observações                                                                                  |
| 1  | Misac Peres dos Reis           |                                                  | Partido do Movimento Democrático Brasileiro PMDB | 1° de janeiro de 1997  | 22 de abril de 2000                      | Prefeito eleito em sufrágio universal, Misac foi afastado do cargo e posteriormente cassado. |
| 2  | Zélia Felski                   |                                                  | Partido do Movimento Democrático Brasileiro PMDB | 22 de abril de 2000    | 31 de dezembro de 2000                   | Vice-prefeita no cargo de titular de forma definitiva.                                       |
| 3  | João dos Santos Plentz         |                                                  | Partido Democrático Trabalhista PDT              | 1° de janeiro de 2001  | 31 de dezembro de 2004                   | Prefeito eleito em sufrágio universal.                                                       |
| 4  | Abrão Paulino de Araújo        |                                                  | Partido do Movimento Democrático Brasileiro PMDB | 1° de janeiro de 2005  | 31 de dezembro de 2008                   | Prefeito eleito em sufrágio universal.                                                       |
| 5  | Jairo Borges Faria             |                                                  | Partido da República PR                          | 1° de janeiro de 2009  | 31 de dezembro de 2012                   | Prefeito eleito em sufrágio universal.                                                       |
| 6  | Gislaine Clemente              |                                                  | Partido Progressista PP                          | 1° de janeiro de 2013  | 31 de dezembro de 2016                   | Prefeita eleita em sufrágio universal.                                                       |
| 6  | Gislaine Clemente              | Partido do Movimento Democrático Brasileiro PMDB | 1° de janeiro de 2017                            | 31 de dezembro de 2020 | Prefeita reeleita em sufrágio universal. |                                                                                              |
| 7  | Alcino Bilac Machado           |                                                  | Movimento Democrático Brasileiro MDB             | 1° de janeiro de 2021  | 31 de dezembro de 2024                   | Prefeita eleito em sufrágio universal.                                                       |
| 8  | José Wellington Drumond Gouvêa |                                                  | Partido Liberal PL                               | 1° de janeiro de 2025  | Atualidade                               | Prefeita eleito em sufrágio universal.                                                       |